# Université Lille Nord de France
A Université Lille Nord-de-France (em francês, Universidade de Lille, França) é uma universidade pública localizada na cidade do Lille, França. A Universidade de Lille foi fundada em 1854 a partir do mais antiga Universidade de Douai (fundada em 1562 por decreto real) e conta actualmente com mais de 100.000 alunos.
É constituída pelas seguintes campi:
- Pólo Universitário Lille I, localizam-se em Cité scientifique Villeneuve-d'Ascq:
  - École centrale de Lille •
  - Faculdade de Ciências e Tecnologias de Lille (USTL)
- Pólo Universitário Lille II: Faculdade de Medicina e Farmácia • Faculdade de Direito •
- Pólo Universitário Lille III: Faculdade de Humanidades e Ciências Sociais • Faculdade de Economia e Gestão •
- Pólo Universitário Artois: Artois Universidade • École des Mines de Douai •
- Pólo Universitário Littoral: Littoral Universidade •
- Pólo Universitário Valenciennes: Valenciennes Universidade•

## Corpo docente e Alunos famosos

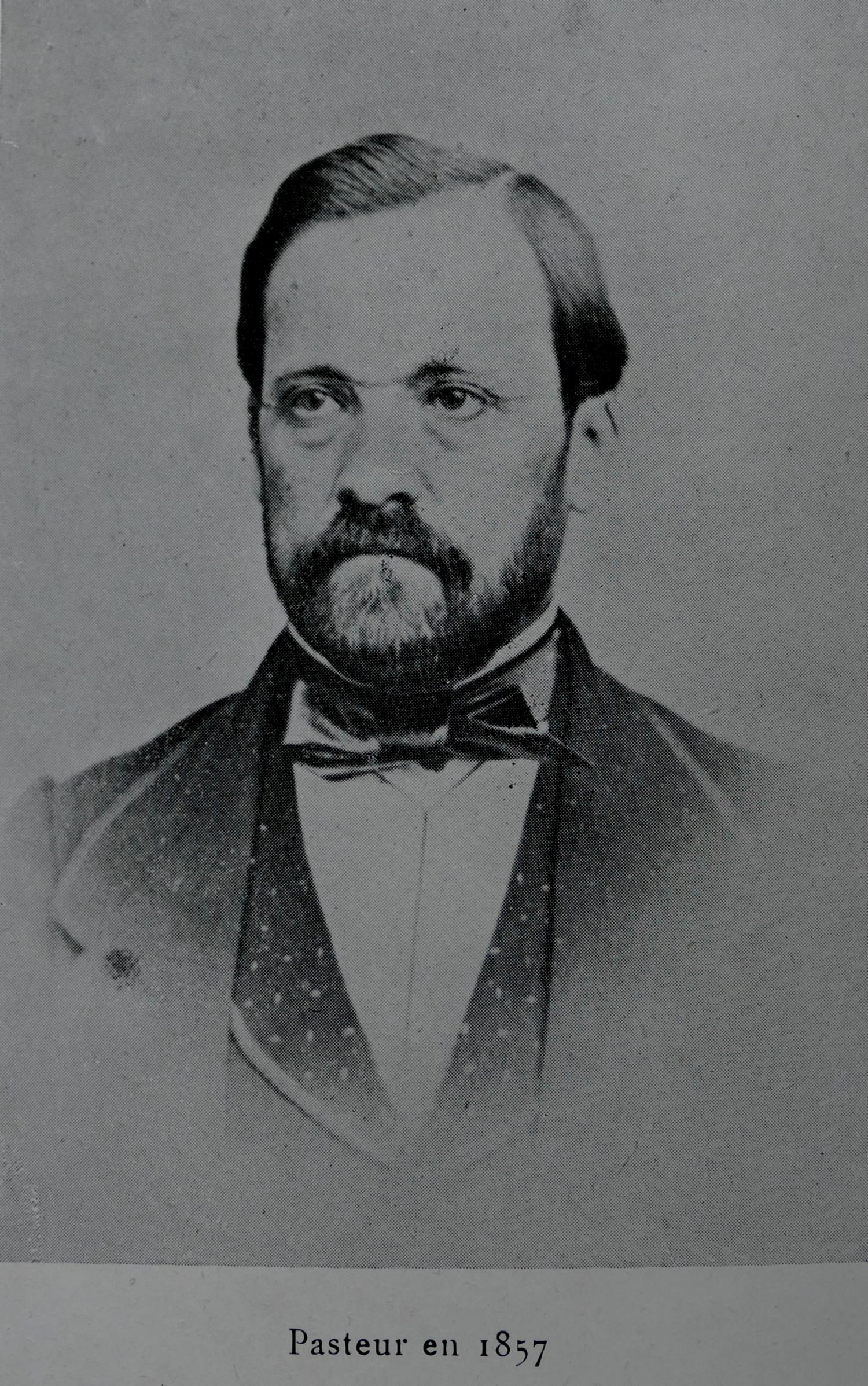
Louis Pasteur
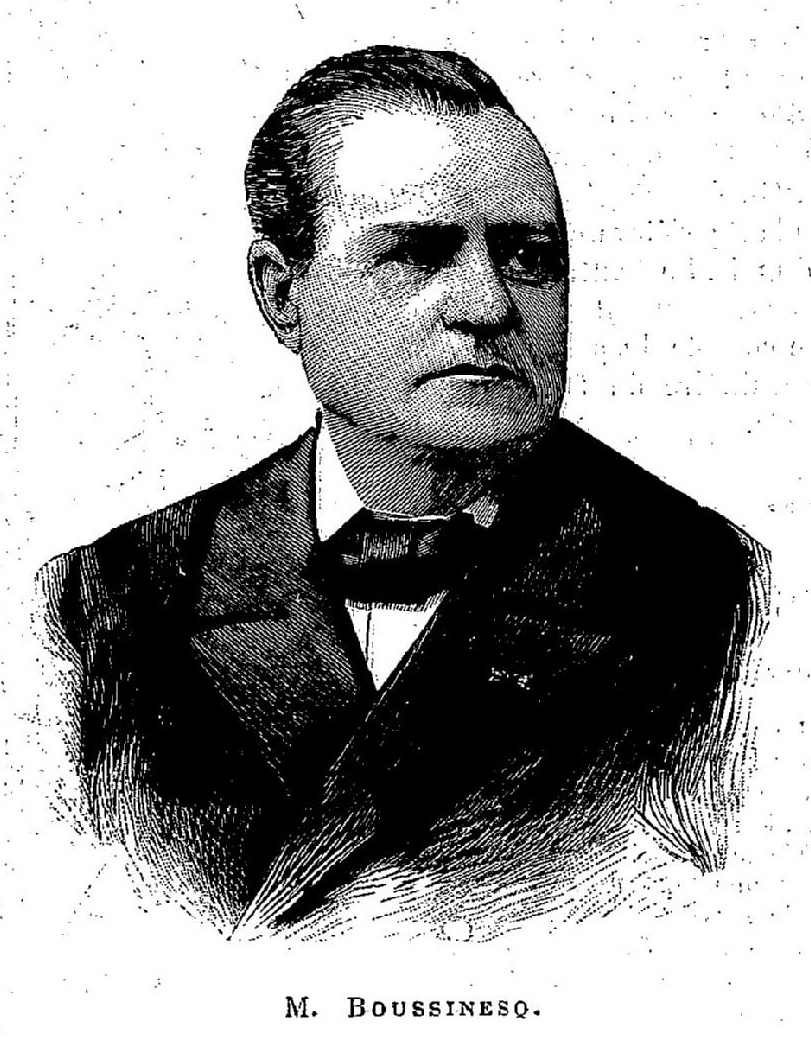
Joseph Valentin Boussinesq
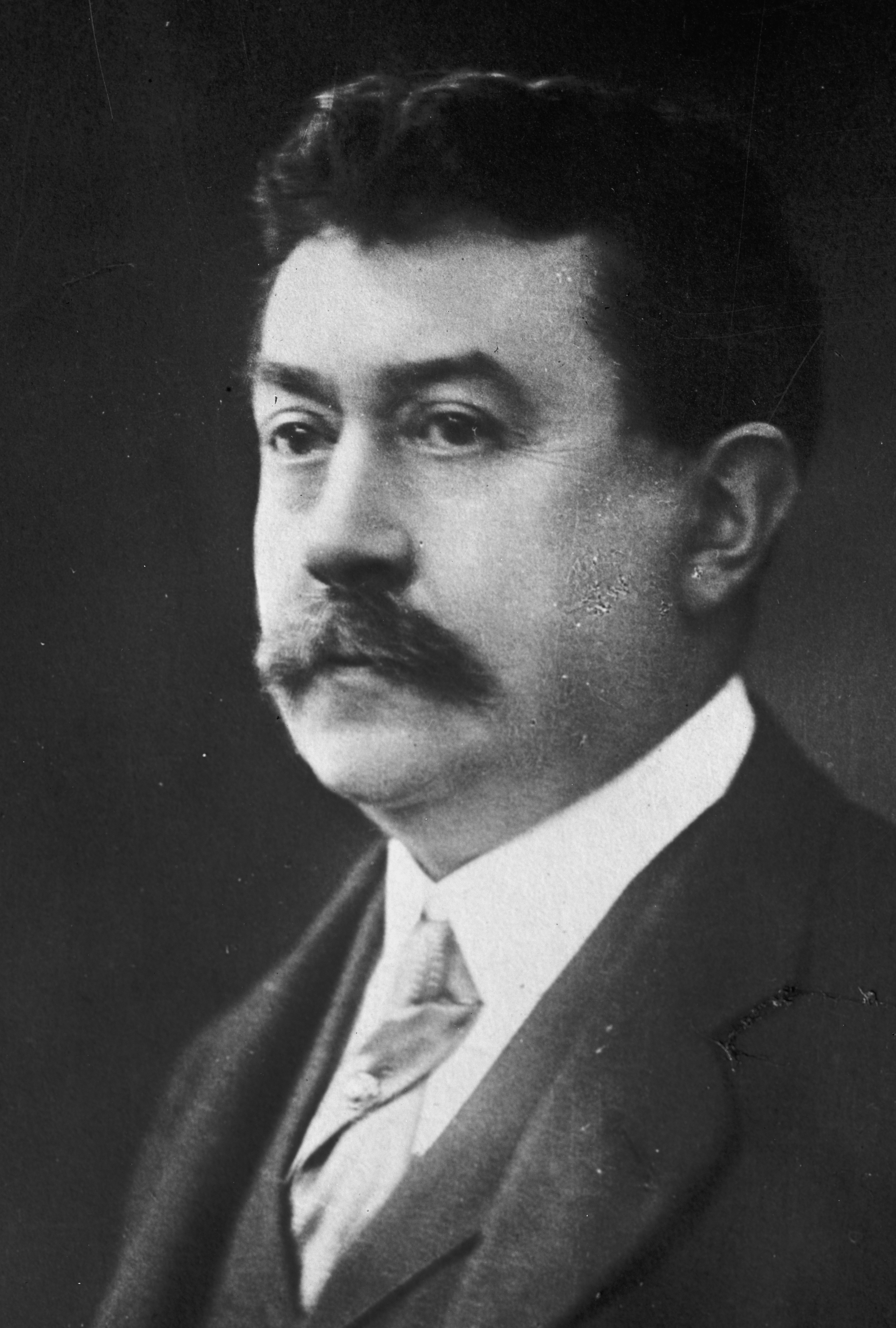
Paul Painlevé
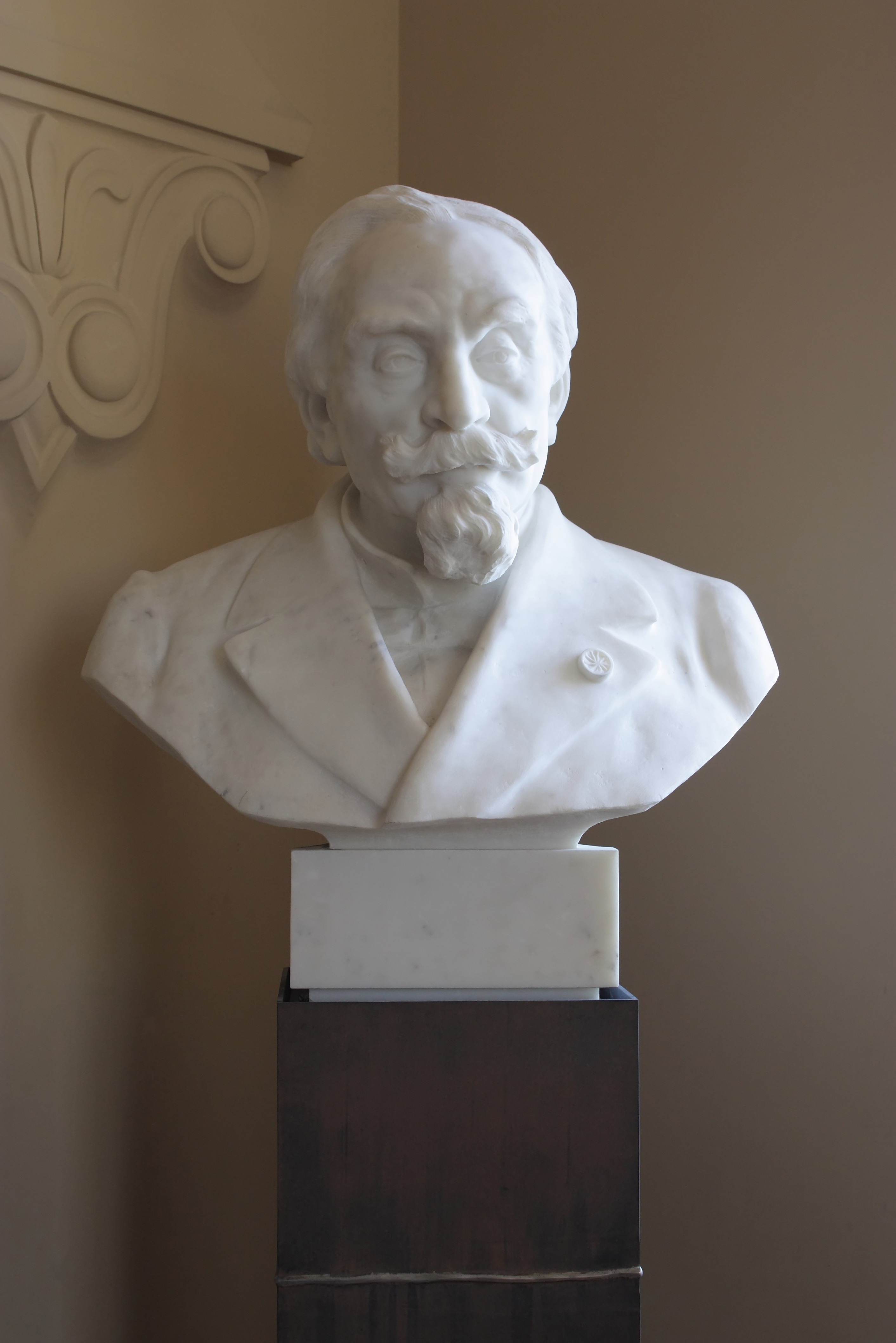
Henri de Lacaze-Duthiers

Charles Barrois, Charles Eugène Bertrand, Émile Borel, Pierre Bourdieu, Joseph Valentin Boussinesq, René Cassin, Henri Cartan, Régis Courtecuisse, Jean Delannoy, Michel Foucault, Henri de Lacaze-Duthiers, Jean-Baptiste Lestiboudois, Gaspard Thémistocle Lestiboudois, Benoît Mandelbrot, Paul Painlevé, Louis Pasteur, Pierre Pruvost.